# Bodrumska mošeja
Bodrumska mošeja (turško Bodrum Camii ali Mesih Paša Camii poimenovana po svojem predelovalcu) v Carigradu v Turčiji je nekdanja vzhodnopravoslavna cerkev, ki so jo Osmani spremenili v mošejo. Cerkev je bila znana pod grškim imenom Myrelaion (grško Eκκλησία του Μυρελαίου).

## Lega
Čudovito bizantinsko stavbo danes s treh strani precej neskladno dušijo moderni stanovanjski bloki. Stoji v Carigradu v okrožju Fatih v soseski Laleli, kilometer zahodno od ruševin Velike palače.

## Zgodovina
Nekaj let pred letom 922, verjetno med vojnami proti Bolgariji Simeona I., je drungarij Roman I. Lekapen kupil hišo v deveti regiji Konstantinopla, nedaleč od Marmarskega morja, na kraju Myrelaion (dob. 'mesto mire' v grščini). Po njegovem ustoličenju je ta stavba postala jedro nove cesarske palače, ki naj bi izzvala sosednjo Veliko konstantinopelsko palačo in družinsko svetišče družine Lekapen.
Palača Myrelaion je bila zgrajena na vrhu velikanske rotunde iz 5. stoletja, ki je bila z zunanjim premerom 41,8 metra druga največja v starodavnem svetu, za rimskim Panteonom. V 10. stoletju rotunda ni bila več uporabljena, nato pa so jo – verjetno Roman sam – spremenili v cisterno tako, da so njeno notranjost prekrili z obokanim stropom, ki ga je nosilo vsaj 70 stebrov. V bližini palače je cesar zgradil cerkev, ki jo je že od začetka nameraval uporabiti kot družinsko grobnico.
Prva tu pokopana oseba je bila njegova žena Teodora decembra 922, sledil ji je njegov najstarejši sin in socesar Krištof, ki je umrl leta 931. S tem je Roman prekinil šeststoletno tradicijo, po kateri so bili skoraj vsi bizantinski cesarji od Konstantina I. pokopani v cerkvi Svetih apostolov.
Kasneje je cesar svojo palačo spremenil v samostan in po njegovi odstavitvi in smrti v izgnanstvu kot menih na otoku Prote (sodobni Kınalıada), je bil junija 948 tudi on pokopan v cerkvi.
Svetišče je opustošil požar leta 1203 med četrto križarsko vojno. Stavba, ki je bila opuščena med latinsko okupacijo Konstantinopla (1204–1261), je bila popravljena ob koncu 13. stoletja v obdobju paleološke obnove.
Po osmanski osvojitvi Konstantinopla leta 1453 je veliki vezir Mesih Paša okoli leta 1500, v času vladavine Bajazida II., spremenil Myrelaion v mošejo. Mošeja je dobila ime po svoji podkonstrukciji (turško bodrum, dob. 'podzemni obok, klet'), poznana pa je bila tudi pod imenom ustanovitelja. Stavbo so znova prizadeli požari v letih 1784 in 1911, ko je bila opuščena.
Leta 1930 je izkopavanje, ki ga je vodil David Talbot Rice, odkrilo okroglo cisterno. V letih 1964–1965 je radikalna obnova, ki jo je vodil Arheološki muzej v Carigradu, zamenjala skoraj vse zunanje zidove stavbe, nato pa je bila obnova prekinjena. Leta 1965 sta se dve vzporedni izkopavanji pod vodstvom umetnostnega zgodovinarja Cecila L. Strikerja in R. Naumanna osredotočili na podkonstrukcijo in na cesarsko palačo. Stavba je bila dokončno obnovljena leta 1986, ko je bila ponovno odprta kot mošeja. Leta 1990 je bila obnovljena tudi cisterna, ki je nekaj let gostila nakupovalno središče. Zdaj cisterno uporabljajo ženske za molitev.

## Arhitektura

### Stavba
Stavba, katere zid je v celoti sestavljen iz opeke, je zgrajena na temeljni konstrukciji iz izmeničnih nizov opeke in kamna in ima tloris grškega križa (ali kvinkunks) z devet metrov dolgo stranico.
Osrednjo ladjo (naos) prekriva krovna kupola z bobnom, ki ga prekinjajo obokana okna, kar daje strukturi valovit ritem. Štiri stranske ladje so pokrite s banjastimi oboki. Stavba ima na zahodu narteks, na vzhodu pa svetišče. Osrednji del narteksa je pokrit s kupolo, obe stranski traveji s križnimi oboki. Ladja je pregrajena s štirimi stebri, ki so v osmanskem obdobju nadomestili prvotne stebre. Številne odprtine - okna, okulus in oboki - dajejo svetlobo prostoru.
Zunanjost stavbe zaznamujejo polvaljasti oporniki, ki členijo fasado. Prvotno je obstajal tudi eksonarteks, ki pa ga je v osmanskem obdobju nadomestil lesen portik. Stavba ima tri poligonalne apside. Osrednja pripada svetišču (bema), stranske pa sta del dveh deteljasto oblikovanih stranskih kapel (pastoforij), protezisa in diakonikona.
Osmani so blizu narteksa zgradili kamnit minaret. Stavba je bila prvotno okrašena z marmornato oblogo in mozaiki, ki so popolnoma izginili. Kot celota Bodrumska mošeja kaže močne analogije s severno cerkvijo kompleksa Fenari Isa.

### Podkonstrukcija
Podkonstrukcija je v nasprotju z objektom stroga in groba. Prvotno je bil njen namen samo dvigniti cerkev na raven Lekapenosove palače. Po obnovi v obdobju Paleologov je bila uporabljena kot grobna kapela.
Ta zgradba je prvi primer zasebne pogrebne cerkve bizantinskega cesarja, s čimer se začne tradicija, značilna za poznejša obdobja Komnenov in Paleologov. Poleg tega stavba predstavlja lep primer cerkve tipa grškega križa, novega arhitekturnega tipa srednjebizantinske arhitekture.
- Notranjost
- Strop
- pogled od spodaj
- Kripta
- Freska v kripti